# Barracas AC
Barracas Athletic Club – argentyński klub piłkarski z siedzibą w mieście Lanús, będącym częścią zespołu miejskiego Buenos Aires.

## Osiągnięcia
- Wicemistrz Argentyny: 1902
- Mistrz drugiej ligi (3): 1901, 1903 (rezerwy), 1904 (rezerwy)

## Historia
Klub założony został przez uczniów szkoły Barracas English Institute pod taką samą nazwą jak szkoła. W 1901 roku klub uzyskał awans do pierwszej ligi, a w 1902 roku zadebiutował w lidze pod nową już nazwą Barracas Athletic Club. Debiut wypadł znakomicie – Barracas Athletic zdobył tytuł wicemistrza Argentyny.
W następnych latach zespół Barracas Athletic grał z roku na rok coraz słabiej – w 1903 3. miejsce, w 1904 4. miejsce, a w 1905, po rozegraniu 7 meczów, klub wycofał się z rozgrywek i ostatecznie zajął ostatnie, 7. miejsce w tabeli. W 1906 roku znów Barracas Athletic był najsłabszy w lidze. W 1907 roku klub Barracas Athletic po rozegraniu w lidze 7 meczów został rozwiązany.